# Batik

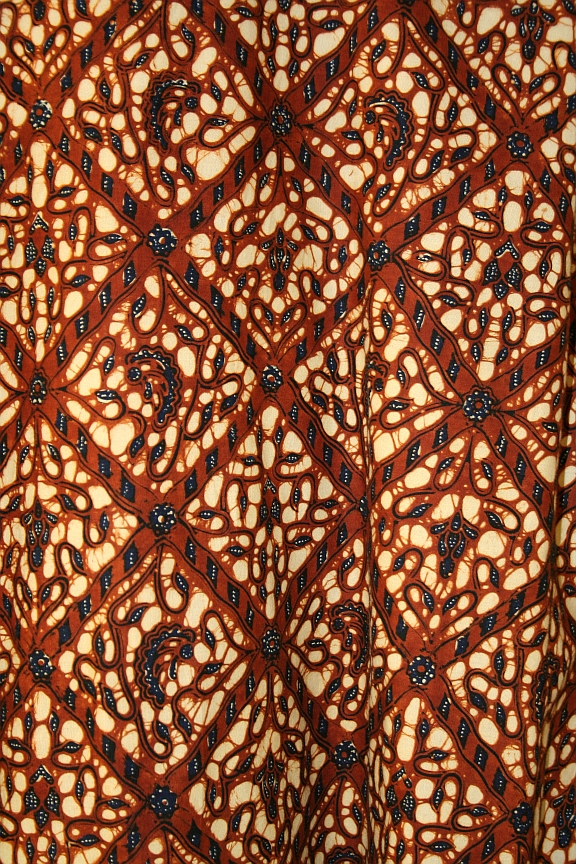
Batik indonesiano

Il batik è una tecnica indonesiana di tintura resistente alla cera applicata all'intero tessuto. Questa tecnica ha avuto origine nell'isola di Giava, in Indonesia. Il batik è realizzato disegnando punti e linee di cera con uno strumento a beccuccio chiamato canting, o stampando la cera con un timbro di rame chiamato cappuccio. La cera applicata resiste ai coloranti e quindi consente all'artigiano di colorare in modo selettivo immergendo il panno in un colore, rimuovendo la cera con acqua bollente e ripetendo se si desiderano più colori.
Il batik costiero indonesiano (batik pesisir) prodotto nell'isola di Giava ha una storia di acculturazione, una miscela di culture native e straniere. È un modello più recente rispetto al batik interno e utilizza più colori, sebbene i motivi siano meno intricati. Questo perché il batik dell'entroterra veniva realizzato da esperti selezionati che vivevano nelle aree dei palazzi, mentre il batik costiero può essere realizzato da chiunque.
Il batik è molto importante per gli indonesiani e molte persone lo indossano per eventi formali o informali. Il batik è comunemente usato dagli indonesiani in vari rituali, cerimonie, tradizioni, celebrazioni e persino negli usi quotidiani.
Il 2 ottobre 2009, l'UNESCO ha riconosciuto ufficialmente il batik - batik scritto (batik tulis) e batik timbrato (berretto batik) - come capolavoro del patrimonio orale e immateriale dell'umanità proveniente dall'Indonesia, e ha incoraggiato il popolo indonesiano e il governo indonesiano a salvaguardare , trasmettere, promuovere e sviluppare l'artigianato del batik.[1] Da allora, l'Indonesia celebra ogni anno il 2 ottobre "la Giornata nazionale del batik" (indonesiano: Hari Batik Nasional). Al giorno d'oggi, gli indonesiani indossano il batik in onore di questa antica tradizione.
Nello stesso anno, l'UNESCO ha anche riconosciuto "Istruzione e formazione nel patrimonio culturale immateriale del batik indonesiano per studenti delle scuole elementari, medie, superiori, delle scuole professionali e dei politecnici, in collaborazione con il Museo del batik di Pekalongan" come capolavoro del patrimonio orale e immateriale dell'umanità. nel Registro delle buone pratiche di salvaguardia.

## Storia
Il batik è un'antica tradizione di tintura di tessuti resistenti alla cera di Giava, in Indonesia. L'arte del batik è molto sviluppata e alcuni dei migliori batik del mondo vengono ancora realizzati lì. A Giava tutti i materiali per il processo sono facilmente disponibili: cotone, cera d'api e piante da cui vengono ricavati diversi coloranti vegetali. Il batik indonesiano è antecedente ai documenti scritti: GP Rouffaer sostiene che la tecnica potrebbe essere stata introdotta durante il VI o il VII secolo dall'India o dallo Sri Lanka. D’altro canto, l’archeologo olandese J.L.A. Brandes e l'archeologo indonesiano FA Sutjipto credono che il batik indonesiano sia una tradizione nativa, poiché diverse regioni dell'Indonesia come Toraja, Flores e Halmahera che non sono state direttamente influenzate dall'induismo, hanno attestato anche la tradizione della produzione di batik.
In Europa la tecnica fu descritta per la prima volta nella "Storia di Java", pubblicata a Londra nel 1817 da Stamford Raffles, che era stato governatore britannico di Bengkulu, Sumatra. Nel 1873 il mercante olandese Van Rijckevorsel donò i pezzi raccolti durante un viaggio in Indonesia al Museo etnografico di Rotterdam. Oggi il Tropenmuseum ospita la più grande collezione di batik indonesiani nei Paesi Bassi. Esposto all'Esposizione Universale di Parigi nel 1900, il batik indonesiano impressionò il pubblico e gli artisti.
Gli indoeuropei olandesi e i coloni cinesi furono attivi nello sviluppo del batik, in particolare del batik costiero, nella tarda era coloniale. Hanno introdotto nuovi modelli e l'uso del cappuccio (francobolli in blocchi di rame) per produrre batik in serie. Tra il 1811 e il 1946 esisteva una varietà di batik conosciuta come “Batik Belanda” che era fondamentalmente un'industria batik gestita dagli indoeuropei nelle Indie orientali. I modelli e gli stili riflettevano lo stile e il gusto europeo con una fusione della cultura indigena locale. Ebbe un discreto successo, poiché apparvero diversi importanti atelier di batik e furono esportati a Singapore e nei Paesi Bassi. L'industria stessa crollò dopo la Seconda Guerra Mondiale e l'indipendenza dell'Indonesia.
Negli anni '20, i fabbricanti giavanesi di batik emigrati nella penisola malese (l'attuale Malaysia, Tailandia meridionale e punta meridionale del Myanmar) introdussero l'uso della cera e dei blocchi di rame sulla costa orientale.
Nell'Africa subsahariana, il batik giavanese fu introdotto nel XIX secolo da mercanti e produttori di batik olandesi e inglesi. La popolazione locale ha adattato il batik giavanese, creando motivi più grandi con linee più spesse e più colori. Localmente sono conosciute come stampe a cera africane o stampe a cera olandesi. Negli anni '70, il batik è stato introdotto in Australia, dove gli artisti aborigeni di Erna Bella lo hanno sviluppato come propria arte.

## Il batik a Giava
Diffuso sull'isola in modo fiorente già nel XVII secolo secondo lo studioso R.P. Rouffaer vi fu introdotto nel V secolo da mercanti provenienti da Ceylon e dal sud dell'India. La sua storia è strettamente legata allo sviluppo della vita sociale, economica, religiosa sull'isola. Inizialmente riservato alle donne nobili, da privilegio aristocratico divenne costume nazionale, diffuso in tutto l'arcipelago indonesiano. Diventa il linguaggio attraverso cui si esprime la filosofia giavanese, fortemente simbolica, che ispira tutta la vita anche nei più piccoli particolari. Viene usato come mezzo di comunicazione, negli abiti con disegni, colori e fogge specifiche per ogni uso, classe o rango. I tessuti batik sono presenti, con forti valenze simboliche, nei riti e nei momenti salienti come: il matrimonio, la circoncisione, la malattia, la procreazione. Eseguito a mano come pezzo unico chiamato tulis diviene di maggior diffusione all'inizio del XIX secolo con l'invenzione del tjap stampo costruito con sottili lamelle di rame che immerso nella cera permette di riportare una porzione del disegno sul tessuto. Caratteristica del batik indonesiano è quella di essere cerato su entrambi i lati, non ha quindi un diritto, se impreziosito con foglia d'oro prende il nome di Prada.

### Disegni tradizionali
- Cemurikan: disegno con dei raggi.
- Kawung: simbologia numerica legata al numero quattro, rappresenta il frutto di palma da zucchero.
- Gringsing: a scaglia di pesce.
- Nitik: imita un tessuto indiano con piccoli punti quadrati.
- Parang rusak: spada spezzata, riservato ai principi, nobili e ufficiali.
- Sawat: rappresenta le ali di un uccello mitico il Garuda, è simbolo di potere.
- Senen: bocciolo, ripete continuamente i simboli dell'energia che anima il cosmo: alberi, casa, vento, terra, viticci e animali.
- Udan liris: pioggia leggera, segni minuti tracciati tra linee diagonali, simbolo di fertilità legato alla terra.
- Tambal: patchwork di triangoli tutti con disegno differente.

## Supporti
Il materiale su cui si esegue tradizionalmente il batik è una stoffa leggera, generalmente tessuta con filato sottile e regolare, che permetta una precisa realizzazione del disegno, modernamente viene realizzato anche su carta. Le fibre che compongono il tessuto devono accettare bene i coloranti, le migliori sono quelle naturali tra cui le più comunemente usate sono seta, cotone, lino, solo alcune fibre artificiali sono utilizzabili la viscosa e il rayon.

## Impermeabilizzanti
Il materiale comunemente usato è la cera, per le sue caratteristiche di penetrazione nel tessuto, velocità di asciugatura e facilità di applicazione e successiva rimozione, paraffina, cera d'api, cere sintetiche, resine, vengono spesso miscelate con una piccola aggiunta di grasso o olio di cocco se si vuole evitarne la rottura. Nel passato o ancora in alcuni paesi per disponibilità dei materiali vengono utilizzati: l'argilla, l'amido e la pasta di cassava in Africa; i semi di arachide impastati con la calce in Giacarta; la colla ricavata dal riso in Giappone; la pasta di riso a Giava; la resina, le paste vegetali e il formaggio di soia in Cina.

## Tecnica
Dopo la preparazione del disegno si applica la cera sciolta sulle parti che non si vogliono colorare in modo che questa, penetrando tra le fibre del tessuto, le impermeabilizzi impedendo al colore di aderirvi; si utilizza un attrezzo chiamato canting (tjanting), un piccolo serbatoio metallico dotato di manico per impugnarlo e di un beccuccio che fa uscire la cera, si possono usare anche pennelli, stampi in metallo (cap o tjap), stecchi di legno, blocchetti muniti di aghi (complongan) o canting con più beccucci a seconda dell'effetto che si vuole ottenere. Quando la cera si è asciugata si procede alla tintura immergendo il lavoro in una vasca che contiene il bagno di tintura. Segue il risciacquo e l'asciugatura. Poi la cera viene eliminata con il calore, mettendo il tessuto tra strati di carta (giornali) e passando un ferro caldo per sciogliere la cera che viene assorbita dalla carta. Per ottenere batik policromi si ripete il procedimento per ogni tinta con una nuova applicazione di cera e un nuovo bagno di colore.
Di solito i batik, specialmente quelli del Kenya, raffigurano scene di vita quotidiana (come scene di mercato, di caccia o di pastorizia) ed i colori sono quelli che richiamano alla terra e alla natura (come il nero, il marrone, il verde scuro o il giallo).